# راحة حلقوم حاجي بك
حاجي بك هي شركة متخصصة في صناعة حلويات راحة الحلقوم والتي تم إنتاجها في الأصل في مدينة كورك، ثم انتقلت منذ ذلك الحين إلى موقع إنتاج في مقاطعة كيلدير بأيرلندا مع شركة شوكولاتات أورني [الإنجليزية].

## اليوم
توفيت إستر باتمازيان في أربعينيات القرن العشرين، وغادر زوجها مدينة كورك وانتقل إلى الولايات المتحدة. أدار ابنهما إيدي باتمازيان الشركة حتى تقاعده في عام 1970، وبعد ذلك بدأت الشركة في الانحدار. بحلول عام 2010، اشترت شركة يو إتش سي (UHC Confectionery) المنتج وبدأت تصنيعه في نيوبريدج [الإنجليزية]، مع الاحتفاظ بأماكن المبيعات في السوق الإنجليزي [الإنجليزية] في كورك.

## ملحوظات
1. ↑  "Products - Hadji Bey". Cleeves.net. مؤرشف من الأصل في 2024-10-14.
2. ↑  "Hadji Bey - History". hadjibey.ie. مؤرشف من الأصل في 2016-08-01. The Hadji Bey brand and product is owned by L.C. Confectionary Ltd who also produce Urney Chocolates, Cleeves Slab Toffee [in Kildare]
3. ↑  Phelan، Kate. "A Brief History of Hadji Bey's, Ireland's Premier Turkish Delight". Culture Trip. مؤرشف من الأصل في 2024-11-25. اطلع عليه بتاريخ 2018-01-15.
4. ↑  "TG4's Hadji Bey documentary a sweet delight". Irish Independent (بالإنجليزية). 24 Dec 2011. Archived from the original on 2019-04-14. Retrieved 2021-12-17.

## روابط خارجية
- الموقع الرسمي نسخة محفوظة 11 September 2010 على موقع واي باك مشين.